# Estany de Sant Nazari
L'estany de Sant Nazari és un estany situat al sud de la Salanca i de la Tet, bastant al nord de l'arribada del Tec al mar. S'estén al llarg d'una faixa sorrenca paral·lela a la costa, per la qual comunica amb el mar mitjançant graus. Rep les aigües del riu Rard. També s'anomena estany de Canet. La major part de l'estany pertany al terme municipal de Canet de Rosselló, però la major part de la seva vora occidental és en terme de Sant Nazari de Rosselló.

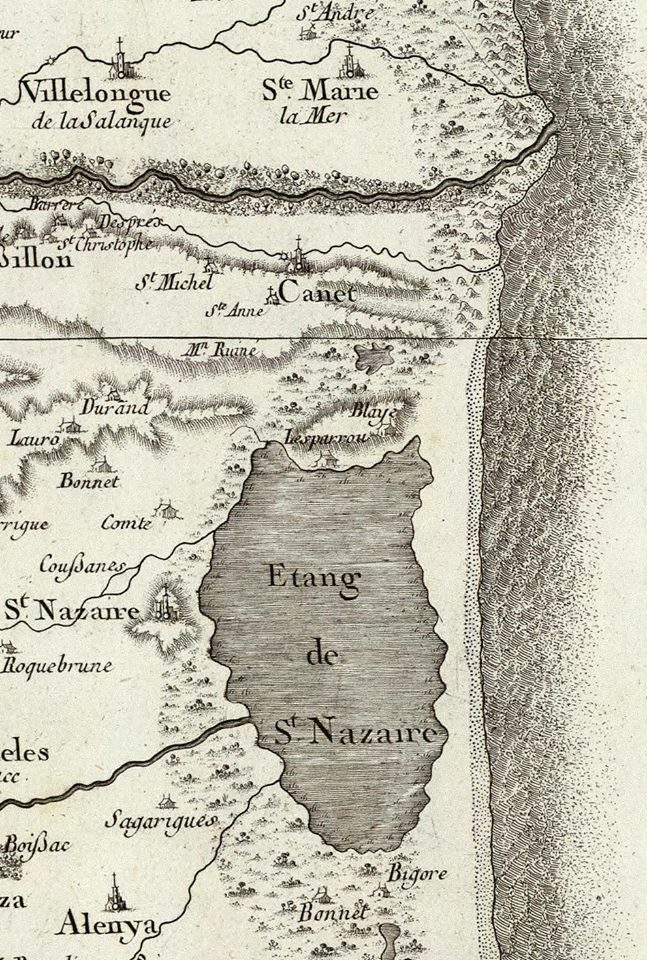
L'estany a la Carte Cassini del 1750

Ocupa 782 ha, i actualment és tancat per una barra de protecció no del tot tancada, formada per l'aportació al·luvial dr la Tet, duta per la tramuntana. Aquesta aportació, tanmateix, no ha pogut reblir el conjunt de l'estany perquè aquest es troba en una terrassa superior a la del riu. Al començament de l'època històrica aquest cordó literal amb prou feines existia, per la qual cosa la línia de costa era pràcticament l'actual riba occidental de l'estany, en una zona de maresmes on destacaven el turonet de Sant Nazari i el del mas de l'Esperó. Tots dos llocs quedaven pràcticament com a illes en una zona d'aiguamolls.
L'estany de Sant Nazari està protegit per Natura 2000 a causa de la diversitat de la seva flora i fauna i el gestiona des del 2001 la Comunitat d'aglomeració de Perpinyà-Mediterrània. La riba occidental de l'estany és on es conserva la riquesa natural que s'acaba d'esmentar. El cordó litoral és una platja finíssima amb només un pas, un grau, per a la sortida de l'aigua cap al mar. La seva obertura permanent i l'existència d'algunes edificacions poden fer canviar la salinitat de l'estany, així com el seu ecosistema, per la qual cosa un organisme parastatal, el Conservatori del Litoral, ha adquirit aquest cordó entre el sud de Canet i Sant Cebrià de Rosselló per tal d'iniciar una protecció del lloc.